# 조이 살다나
조이 살다나(영어: Zoe Saldana, 1978년 6월 19일 ~ )는 미국의 배우이다. 대표 배역으로 영화 《아바타》(2009)의 주인공 네이리티 역, 《스타 트렉: 더 비기닝》(2009)의 우후라 역, 《콜롬비아나》(2011)의 주인공 카탈레야 역, 《가디언즈 오브 갤럭시》(2014)의 가모라 역이 있다. 스페인어 본명은 소에 야디라 살다냐 나사리오(Zoë Yadira Saldaña Nazario)이다.
영화 《에밀리아 페레즈》를 통해 2024년 칸 영화제에서 여자배우상을 공동 수상하였고, 2025년 아카데미 여우조연상을 수상했다.

## 유년기
뉴저지주에서 도미니카 공화국인 아버지와 푸에르토리코인 어머니 사이에서 태어났다. 영어와 스페인어를 구사할 수 있다. 열 살 때 가족들과 도미니카 공화국으로 이사해 그곳에서 7년을 살았다. 도미니카 공화국에서 명망 높은 무용 학교의 발레반에 입학했다.
17세 때 뉴욕으로 돌아온 후, 약물 남용, 성을 주제로 다루며 청소년들에게 긍정적인 메시지를 주는 연극을 공연하는 페이시스 극단에 들어가 귀중한 경험을 얻고 또래들 사이에서 자긍심이 두드러졌다. 극단 페이시스와 뉴욕 청소년 극장에서 연기하던 살다나는 에이전시에 영입되었다. 연기가 더해진 무용 경험은 2000년 영화 《열정의 무대》의 뛰어나고 고집불통인 발레 무용수 "에바"라는 비중있는 첫 배역을 안겨준다.

## 배우 경력
살다나는 극단 페이시스 소속 중에 첫 방송 출연작인 《로앤오더: 범죄 전담반》으로 처음 대중 매체에 모습을 드러내었다. 첫 영화 《열정의 무대》에 나온 후 학교를 자퇴했으며, 이 영화는 살다나를 영화 《크로스로드》(2002), 《드럼라인》(2002)으로 이끌어주었다.
2003년 영화 《캐리비안의 해적: 블랙 펄의 저주》에서 아나마리아 역으로 출연하였고, 이후 몇몇 텔레비전 쇼와 영화 《터미널》(2004), 《게스 후?》(2005) 등에 등장했다.
2007년 스타 트렉 리부트 영화 시리즈에 우후라 역으로 발탁되어 2009년부터 《스타 트렉: 더 비기닝》(2009), 《스타트렉 다크니스》(2013), 《스타트렉 비욘드》(2016)에 등장하였다.
또한 2014년부터는 마블 코믹스 원작 영화에서 가모라 역도 맡아 《가디언즈 오브 갤럭시》(2014), 《가디언즈 오브 갤럭시 VOL. 2》(2017), 《어벤져스: 인피니티 워》(2018), 《어벤져스: 엔드게임》(2019), 《가디언즈 오브 갤럭시: Volume 3》(2023)에 연이어 출연하였다.
2022년부터 영화 아바타 시리즈에 출연하며 인기가 더 높아졌다.

## 출연 작품
- 열정의 무대, 2000 - 에바 역
- 스나이피스, 2001
- 겟 오버 잇, 2001 - 메기 역
- 드럼라인, 2002 - 라일라 역
- 크로스로드, 2002 - 키트 역
- 캐리비안의 해적: 블랙 펄의 저주, 2003 - 아나마리아 역
- 템테이션, 2004 - 애니 역
- 헤이번, 2004 - 안드레아 역
- 터미널, 2004 - 토레스 역
- 게스 후?, 2005 - 테리사 존스 역
- 더티 디즈, 2005 - 레이철 버프 역
- 프리미엄, 2006 - 샤리 역
- 애프터 섹스, 2007 - 캣 역
- 블랙아웃, 2007 - 클라우딘 역
- 콘스텔레이션, 2007 - 로사 복서 역
- 밴티지 포인트, 2008 - 앤지 존스 역
- 스타 트렉: 더 비기닝, 2009 - 우후라 역
- 아바타, 2009 - 네이티리 역
- 버닝 팜스, 2010 - 캐시 역
- 콜롬비아나, 2011 - 카탈리아 역
- 더 스토리: 세상에 숨겨진 사랑, 2012 - 도라 잰슨 역
- 스타트렉 다크니스, 2013 - 우후라 역
- 가디언즈 오브 갤럭시, 2014 - 가모라 역
- 스타트렉 비욘드, 2016 - 우후라 역
- 니나, 2016 - 니나 시몬역
- 가디언즈 오브 갤럭시 VOL. 2, 2017 - 가모라 역
- 어벤져스: 인피니티 워, 2018 - 가모라 역
- 어벤져스: 엔드게임, 2019 - 가모라 역
- 잃어버린 세계를 찾아서, 2019 - 아델리나 역 (목소리)
- 비보의 살아있는 모험, 2021 - 로사 역 (목소리)
- 애덤 프로젝트, 2022
- 암스테르담, 2022
- 아바타: 물의 길, 2022 - 네이티리 역
- 가디언즈 오브 갤럭시: Volume 3, 2023 - 가모라 역
- 에밀리아 페레즈, 2024 - 리타 모라 카스트로 역
- 엘리오, 2025 - 올가 역 (목소리)
- 아바타: 불과 재, 2025 - 네이티리 역
- 아바타 5, 2027 - 네이티리 역